# ACM Transactions on Knowledge Discovery from Data
ACM Transactions on Knowledge Discovery from Data is een internationaal, aan collegiale toetsing onderworpen wetenschappelijk tijdschrift op het gebied van datamining. De naam wordt in literatuurverwijzingen meestal afgekort tot ACM Trans. Knowl. Discov. Data. Het wordt uitgegeven door de Association for Computing Machinery (ACM) en verschijnt 4 keer per jaar.